# Neottia japonica
Neottia japonica är en orkidéart som först beskrevs av Carl Ludwig von Blume, och fick sitt nu gällande namn av Dariusz Lucjan Szlachetko. Neottia japonica ingår i släktet näströtter, och familjen orkidéer. Inga underarter finns listade i Catalogue of Life.